# فرانك هفام
فرانك هفام (بالدنماركية: Frank Hvam)‏ (و. 1970  م) هو ممثل كوميدي، وكاتب سيناريو، ومؤدي أصوات دنماركي.

## وصلات خارجية
- فرانك هفام على موقع IMDb (الإنجليزية)
- فرانك هفام على موقع ألو سيني (الفرنسية)
- فرانك هفام على موقع أول موفي (الإنجليزية)
- فرانك هفام على موقع قاعدة بيانات الأفلام السويدية (السويدية)
- فرانك هفام على موقع ديسكوغز (الإنجليزية)
- فرانك هفام على موقع قاعدة بيانات الفيلم (الإنجليزية)
- فرانك هفام على موقع كينوبويسك (الروسية)